# Imperator
För andra betydelser, se Imperator (olika betydelser).
Imperator (latin för "befälhavare" och "diktator") är en titel härstammande från antikens Rom, som också användes som officiell titel (имперáтор) på Rysslands tsarer under åren 1721–1917.

## Imperator underRomerska republiken
Imperator var en titel som tilldelades en segrande fältherre (genom tillrop av soldaterna) efter en överväldigande seger. Detta var nödvändigt för att kunna få ansöka om en triumf hos senaten. Efter sitt triumftåg så förlorade fältherren sin rätt till titeln imperator. 
Några fältherrar utropade till imperator:
- Lucius Julius Caesar – 90 f.Kr.
- Pompejus Magnus – 84 f.Kr.
- Gaius Julius Caesar – 60 f.Kr., 45 f.Kr.
- Marcus Junius Brutus – 44 f.Kr.
- Lucius Antonius (yngre bror till Marcus Antonius) – 41 f.Kr.

## Imperator underRomerska kejsardömet
Från Augustus tid var titeln för den romerske kejsaren imperator. Titeln var begränsad till denne, men kunde också tilldelas dennes släktingar.

## Imperator efter Romerska rikets fall
Titeln fortsatte att användas efter det västromerska rikets kollaps. Kejsarna i Östromerska riket använde titeln. Karolingerna använda titeln och i Tysk-romerska riket var titeln i bruk fram till dess upplösning 1806. Titeln användes i Kejsardömet Österrike, sedermera Österrike-Ungern, fram till dess upplösande 1918.
I och med skapandet av Ryska kejsardömet började Peter den store kalla sig imperator (ryska (IМПЕРАТОРЪ). Dock fortsatte man i vardagligt språk kalla de ryska härskarna för tsar, som kan härledas från Caesar. Ryska härskarinnor kallades imperatritsa. Dessa titlar användes fram till upplösandet av kejsardömet 1917. 
Brittiska monarker lade sig till med initialerna RI rex imperator (kung-kejsare) efter att ha utropat sig till kejsare av Indien. Georg VI av Storbritannien abdikerade från kejsartiteln den 22 juni 1948. Han var den sista monark som använde titeln.